# Burgruine Neugutenstein
Die Burgruine Neugutenstein ist die Ruine einer mittelalterlichen Höhenburg bei Gutenstein, einem Stadtteil von Sigmaringen im Landkreis Sigmaringen, Regierungsbezirk Tübingen, Baden-Württemberg.

## Lage
Sie befindet sich im Donautal nahe der Einmündung der von Norden kommenden Schmeie oberhalb der Straße von Sigmaringen nach Beuron, zwischen dem Bahnhof Inzigkofen und Inzigkofen-Dietfurt. Bei der Burg handelt es sich um eine typische Felsnadelburg, eine Sonderform der Felsenburg, die bei rund 660 Meter über Normalnull auf einer isolierten Felsnadel an der linken Talkante des Naturparks Obere Donau sturmfrei errichtet wurde. Die Donau hat ihr Bett bei rund 577 Meter über Normalnull.

## Geschichte
Die Burg – zunächst auch Niedergutenstein genannt – wurde erstmals 1354 urkundlich erwähnt. Zu diesem Zeitpunkt befand sie sich als Lehen des Herzogs Albert von Österreich im Besitz des Burkhard von Reischach.
Der Zeitpunkt der Erbauung der Burg sowie die Erbauer sind nicht abschließend geklärt. Aufgrund der Namensgebung und der erst relativ spät erfolgten erstmaligen urkundlichen Erwähnung geht man im Allgemeinen heute noch davon aus, dass die Burg zu Beginn des 14. Jahrhunderts von Gutenstein erbaut worden ist.
1377 verpfändet Herzog Leopold III. von Österreich die Burg an Ulrich von Stüben. 1410 quittieren die Herren von Stüben dem Stefan von Gundelfingen 1500 fl. für die Auslösung des Pfandbesitzes. Die Burg wurde zu dieser Zeit bereits als Ruine (Burgstall) bezeichnet.
Durch Kauf kam die Ruine 1509 an die Grafen von Sonneberg und um 1530 durch Heirat an die Reichserbtruchsessen von Waldburg zu Scheer. Diese tauschten 1659 das Gebiet „Gundelfinger Gut“ mit der Ruine „Prochen Guettebstein“ gegen den sogenannten Faulbronner Wald mit dem Kloster Laiz. In der entsprechenden Urkunde wird die Ruine erstmals als Gebrochen Gutenstein bezeichnet (vgl. dazu Gutenstein).
Sie war dann eine Zeit lang im Besitz von Gebhard Xaver, Eberhard Ernst und Josef Alois, alle Truchsesse von Sigmaringen und gelangte 1783 an das Fürsten Karl Friedrich von Hohenzollern-Sigmaringen.

## Anlage
Die mittelalterliche Burganlage gliedert sich in zwei Teile. Zum einen aus der auf einem Felsen aufgebaute Hauptburg und dem Wirtschaftshof auf der angrenzenden Hochfläche. Die Hauptburg bestand aus den zwei Abschnitten Wohnturm und Unterburg. Von der Anlage sind insbesondere Reste des Wohnturmes auf der Felsnadel erhalten.
Der vermutlich gotische Fenster- oder Torbogen, der jahrzehntelang von der Donautalstraße aus gut zu sehen war, wurde wahrscheinlich von einem Sturm Mitte Januar 2008 zum Einsturz gebracht. Die noch erhaltene Mauer ist etwa acht Meter hoch und zwölf Meter lang.

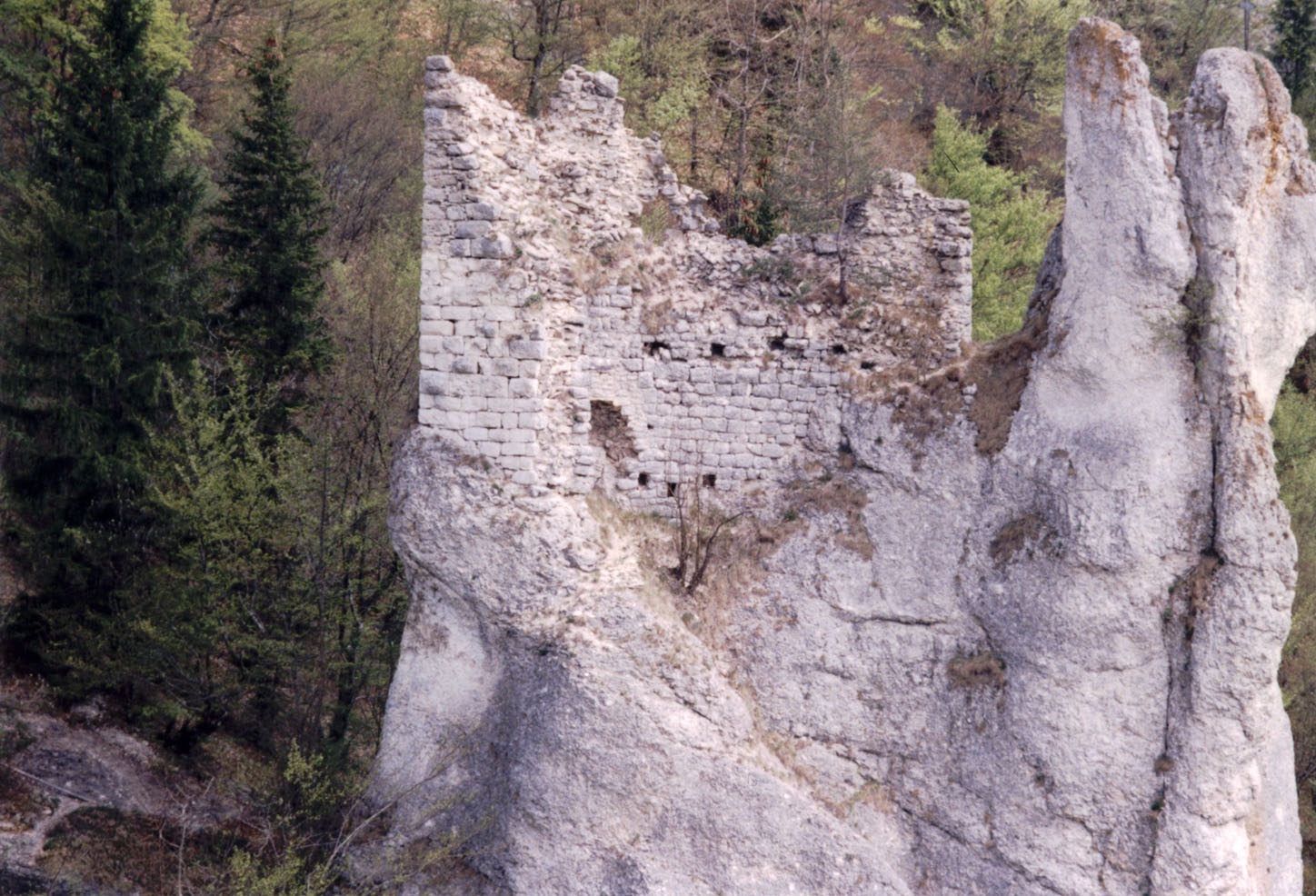
Westseite des Wohnturmes, 1996
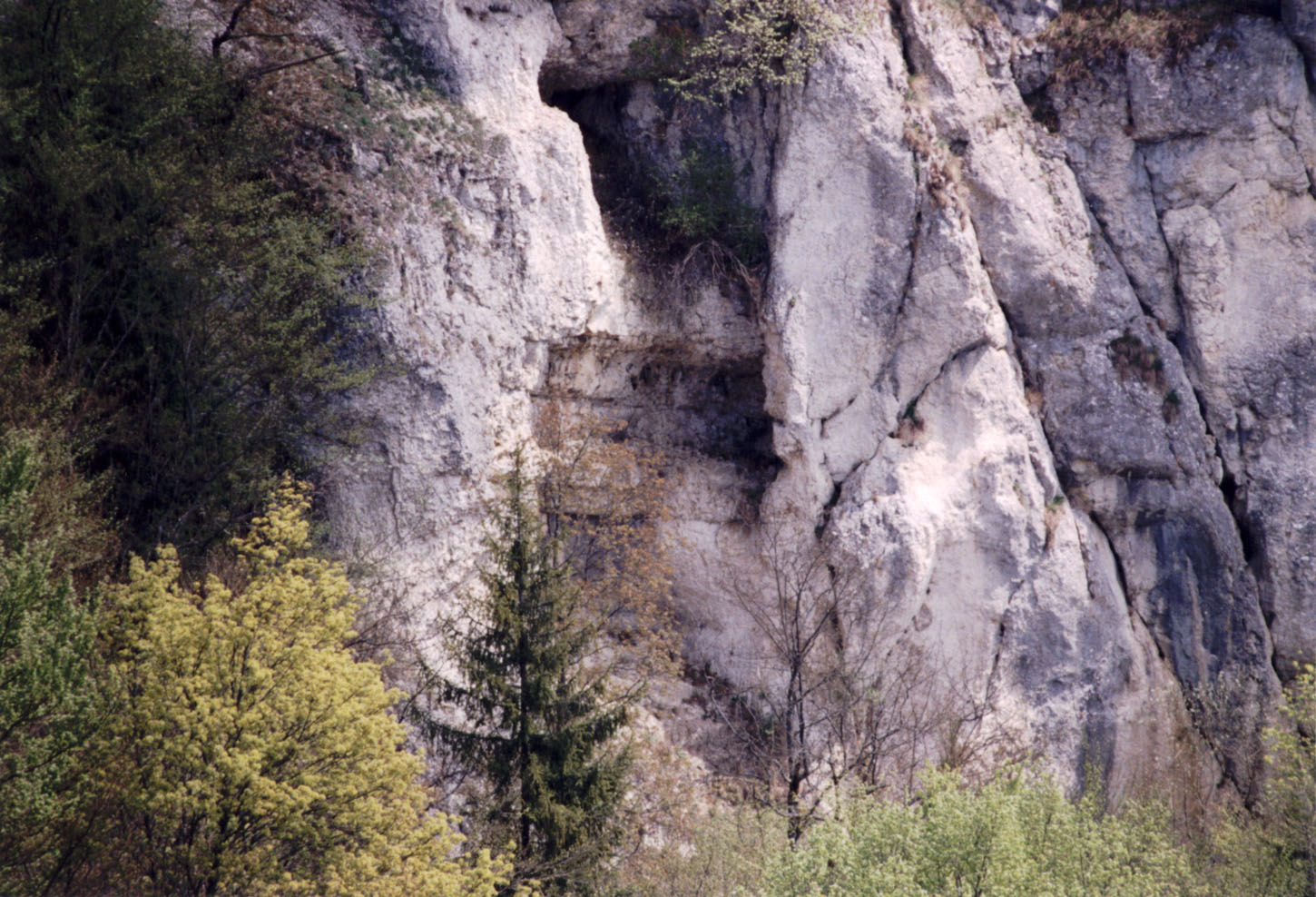
Höhle mit Bebauungsresten, 1996
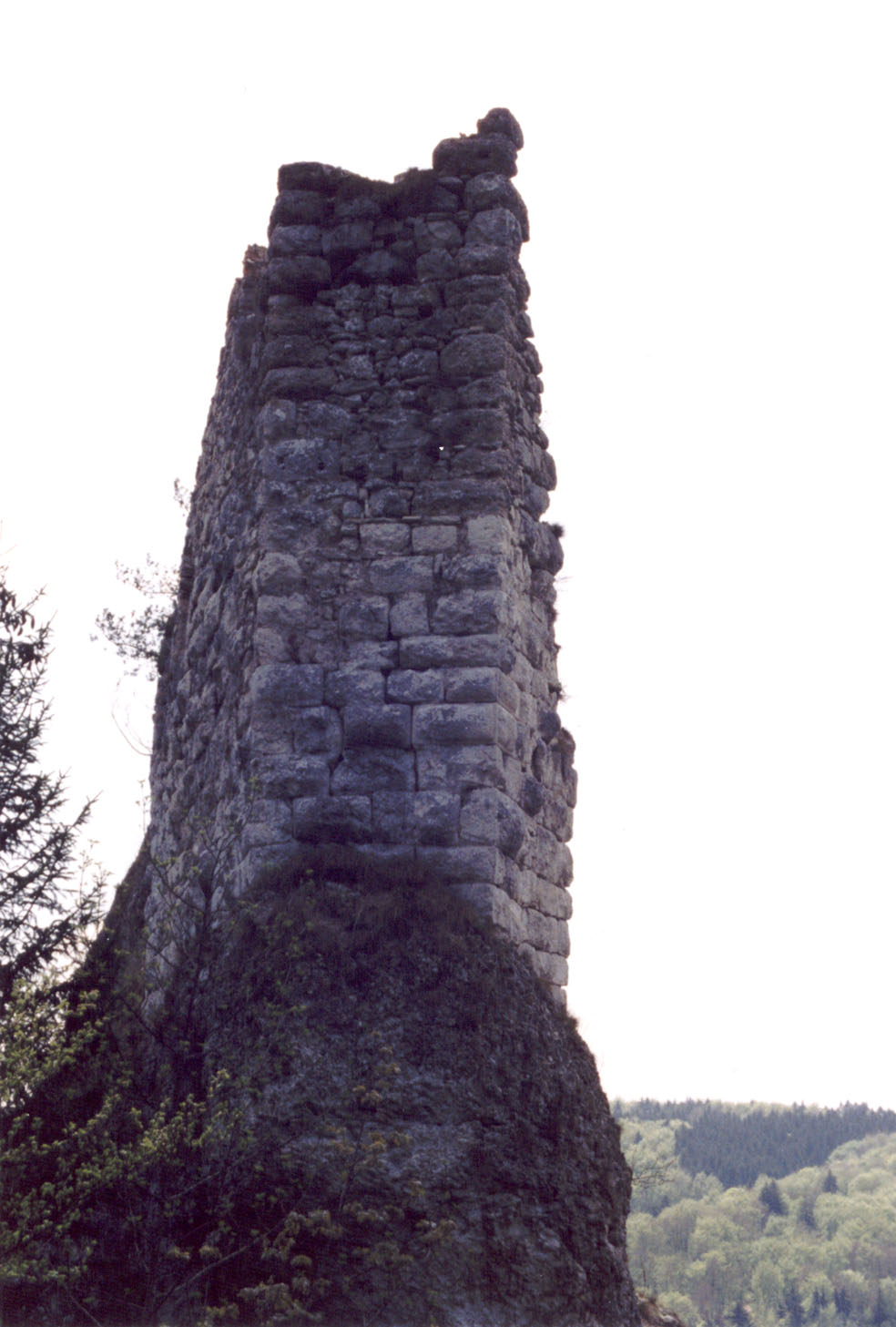
Nordecke des Wohnturmes, 1996
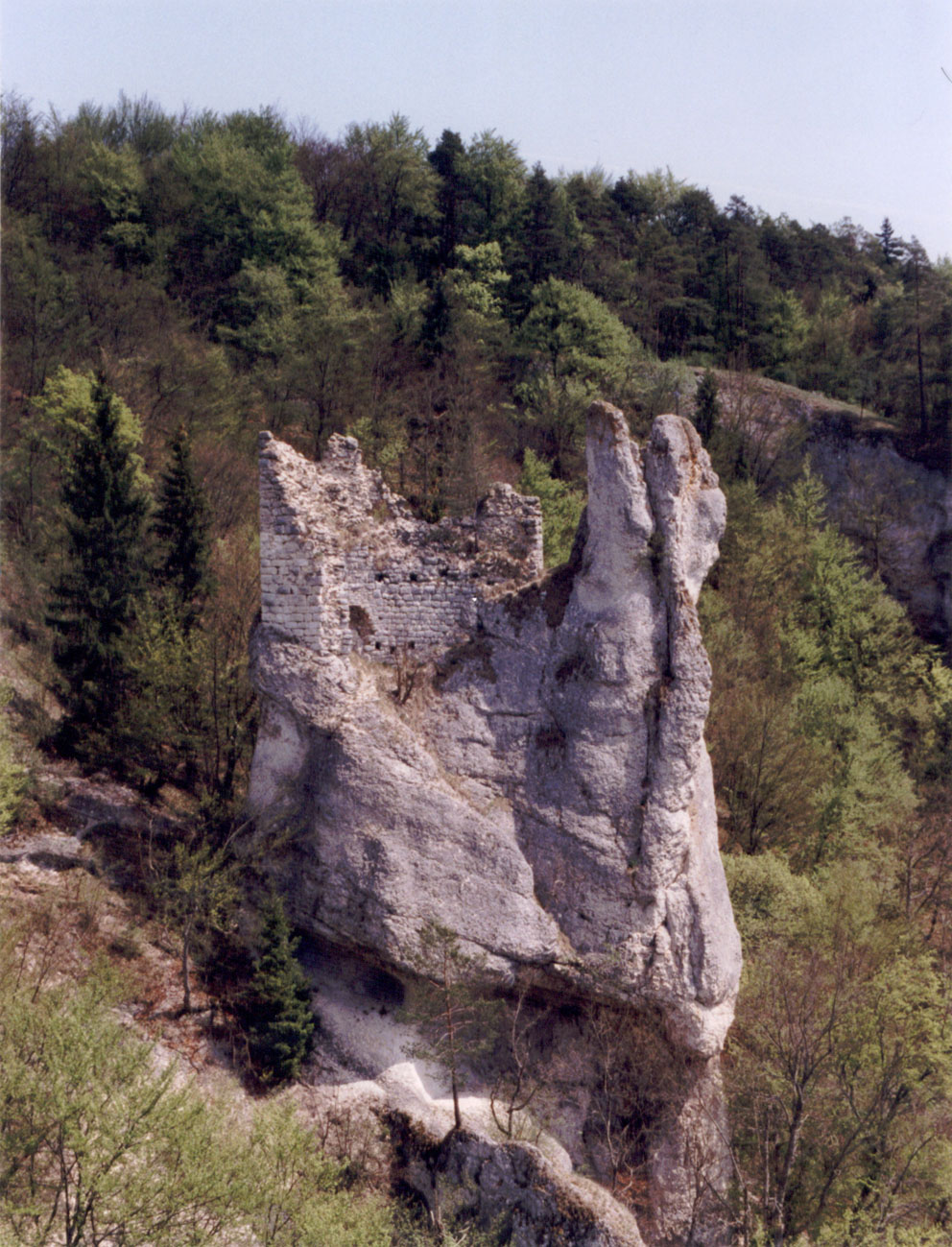
Wohnturm auf der Felsnadel, 1996